# L'uomo di bronzo
L'uomo di bronzo (Kid Galahad) è un film del 1937 diretto da Michael Curtiz.

## Trama

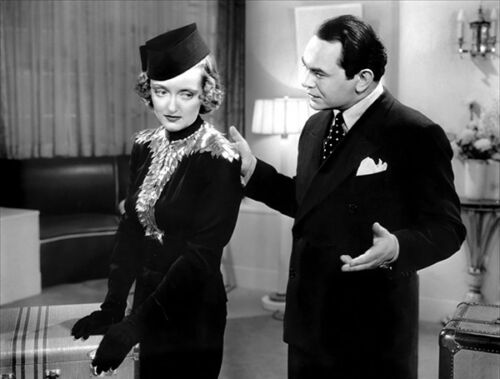
Bette Davis ed Edward G. Robinson in una foto di scena

Ward Guisenberry è un giovane buono e ingenuo. Lavora come fattorino e sta risparmiando per comprare una fattoria. Tuttavia, durante la sua prima notte di lavoro, cercando di proteggere "Piuma" Phillips, rimane involontariamente coinvolto in una rissa. Ben presto egli entra nel pericoloso mondo della boxe e diventa Kid Galahad.
Nick Donati gli fa da agente e, anche se inizialmente lo sottovaluta, si accorge ben presto che Galahad ha del potenziale. Egli tenta di sfruttarlo per contrastare Turkey Morgan, un gangster che controlla il settore truccando gli incontri di pugilato.
Le complicazioni emergono presto quando Piuma, la fidanzata di Nick, e Marie Donati, la sorella dell'agente, si innamorano entrambe di Galahad. Infuriato, Nick si rivolge a Morgan per truccare l'incontro, ma poi cambia idea e il suo Kid Galahad vince. Nella conseguente sparatoria finale, Nick viene ferito e Piuma rimane sola perché, oltretutto, Galahad le preferisce Marie.

## Distribuzione

### Data di uscita
Le date di uscita internazionali sono state:
- 26 maggio 1937 negli Stati Uniti
- 12 settembre in Finlandia (Gangsterivalmentaja)
- 1º ottobre in Australia
- 4 ottobre in Danimarca (Mesterbokseren Kid Galahad)
- 13 ottobre in Francia (Le dernier combat)
- 15 ottobre in Italia
- 15 novembre in Svezia (En boxare bland gangsters)
- 16 maggio 1938 in Portogallo (O Mais Forte)
- 13 luglio 1939 in Turchia

### Edizione italiana
Poiché il doppiaggio italiano d'epoca è andato perduto, il film fu ridoppiato dalla Sinc Cinematografica per la trasmissione su Raidue il 16 febbraio 1986 nel ciclo Bette Davis: L'orgoglio di essere diva. Non essendo disponibile nemmeno la colonna internazionale, vennero quasi interamente rifatti gli effetti sonori e le musiche, fatta eccezione per quelle dei titoli di testa e di coda e per la canzone "The Moon Is in Tears Tonight". I personaggi italoamericani furono caratterizzati con un accento napoletano.